# Адамич, Йосип
Йосип Адамич (хорв. Josip Adamić; 16 апреля 1907, Везище — 15 октября 1931, Загреб) — хорватский политик, участник коммунистического движения Югославии.

## Биография
Обучившись плотницкому мастерству, Адамич устроился на работу в столярную мастерскую Хенча в Загребе. Там же он присоединился к революционному рабочему движению и профсоюзной организации «Союз плотников», в жизни которой принимал активное участие. В 1928 году он отправился на службу в военно-морской флот, где занимался организаторской деятельностью Союза коммунистической молодёжи Югославии и распространением пацифистских идей. Отслужив, он вернулся в хорватскую столицу и продолжил свою революционную деятельность, одновременно с этим вступив в Коммунистическую партию Югославии. Впоследствии он был убит агентами полиции, во время нахождения на конспиративной квартире.